# Юрта Курікова
Ю́рта Ку́рікова (рос. Юрта Курикова) — селище у складі Івдельського міського округу Свердловської області.
Населення — 6 осіб (2010, 11 у 2002).
Національний склад населення станом на 2002 рік: мансі — 100 %.